# Stan Smith
Stan Smith (14 de dezembro de 1946, Pasadena) é um ex-tenista profissional americano.
Smith venceu o 1º Tennis Masters Cup, torneio que junta os oito melhores tenistas do mundo, em 1970. Na época, o torneio ainda se chamava "The Masters".
Em torneios de Grand Slam, venceu o Torneio de Wimbledon em 1972 em um ano antes, 1971, venceu o US Open.
Smith é membro do International Tennis Hall of Fame desde 1987.

## Linha de tênis
Stan Smith também é amplamente reconhecido pela linha de tênis feita pela Adidas, e rebatizada com seu nome em 1978. Mesmo com a marca não usando mais o tênis como material de seus tenistas profissionais patrocinados, o tênis é considerado um clássico da marca, sendo fabricado com as mesmas características desde o lançamento.

## Grand Slam finais

### Simples: 3 (2–1)
| Posição | Ano  | Campeonato | Oponentes     | Placar                  |
| ------- | ---- | ---------- | ------------- | ----------------------- |
| Vice    | 1971 | Wimbledon  | John Newcombe | 3–6, 7–5, 6–2, 4–6, 4–6 |
| Campeão | 1971 | US Open    | Jan Kodeš     | 3–6, 6–3, 6–2, 7–6(5–3) |
| Campeão | 1972 | Wimbledon  | Ilie Năstase  | 4–6, 6–3, 6–3, 4–6, 7–5 |

### Duplas: 13 (5–8)
| Posição | Ano  | Campeonato          | Parceiro        | Oponentes                      | Placar                  |
| ------- | ---- | ------------------- | --------------- | ------------------------------ | ----------------------- |
| Campeão | 1968 | US Open             | Robert Lutz     | Arthur Ashe Andrés Gimeno      | 11–9, 6–1, 7–5          |
| Campeão | 1970 | Aberto da Austrália | Robert Lutz     | John Alexander Phil Dent       | 6–3, 8–6, 6–3           |
| Vice    | 1971 | Roland Garros       | Tom Gorman      | Arthur Ashe Marty Riessen      | 6–4, 3–6, 4–6, 9–11     |
| Vice    | 1971 | US Open             | Erik Van Dillen | John Newcombe Roger Taylor     | 7–6, 3–6, 6–7, 6–4, 6–7 |
| Vice    | 1972 | Wimbledon           | Erik Van Dillen | Bob Hewitt Frew McMillan       | 2–6, 2–6, 7–9           |
| Vice    | 1974 | Roland Garros       | Robert Lutz     | Dick Crealy Onny Parun         | 3–6, 2–6, 6–3, 7–5, 1–6 |
| Vice    | 1974 | Wimbledon           | Robert Lutz     | John Newcombe Tony Roche       | 6–8, 4–6, 4–6           |
| Campeão | 1974 | US Open             | Robert Lutz     | Patricio Cornejo Jaime Fillol  | 6–3, 6–3                |
| Campeão | 1978 | US Open             | Robert Lutz     | Marty Riessen Sherwood Stewart | 1–6, 7–5, 6–3           |
| Vice    | 1979 | US Open             | Robert Lutz     | Peter Fleming John McEnroe     | 2–6, 4–6                |
| Vice    | 1980 | Wimbledon           | Robert Lutz     | Peter McNamara Paul McNamee    | 6–7, 3–6, 7–6, 4–6      |
| Campeão | 1980 | US Open             | Robert Lutz     | Peter Fleming John McEnroe     | 7–6, 3–6, 6–1, 3–6, 6–3 |
| Vice    | 1981 | Wimbledon           | Robert Lutz     | Peter Fleming John McEnroe     | 4–6, 4–6, 4–6           |